# Journée mondiale de la santé mentale
La journée mondiale de la santé mentale (célébrée le 10 octobre), est une journée internationale consacrée à l'éducation et à la sensibilisation du public envers la santé mentale contre la stigmatisation. Elle a été célébrée pour la première fois en 1992. 

## Maladies associées
La journée mondiale de la santé mentale est l'occasion de sensibiliser aux maladies associées (santé physique).
Les données dont l'Organisation mondiale de la santé (OMS) dispose indiquent que les individus atteints de troubles mentaux, et en particulier celles qui sont placées en établissement, présentent des taux de mortalité par cancer et par cardiopathie plus élevés que la population générale. D’après les chiffres, les personnes âgées dépressives seraient exposées à un risque excédentaire de cancer de 88 % et les hommes dépressifs à un risque de cardiopathie accru de 70 %.